# Wititis
Wititis o wititi es una danza autóctona boliviana, originaria de la Provincia de Aroma del Departamento de La Paz que está estrechamente vinculado con un ritual indígena de la caza de la perdiz.
En agosto de 2015 la indumentaria, música y danza ritual del Wititi fue declarado como patrimonio cultural inmaterial del Estado boliviano.

## Origen
La danza de los wititis es una danza autóctona del Cantón de San Martín de Iquiaca de la Provincia de Aroma del Departamento de La Paz. En 1955 un grupo de danzarines de wititis se presentaron en el Festival Folklórico Anual de La Paz causando sensación, llamando la atención de propios y extraños, entre ellos investigadores que quedaron pasmados por el hallazgo.

## Denominación
El término wititi se origina por el sonido onomatopéyico que realizan algunos danzarines con un silbato de caña. Otros investigadores sostienen que el origen del término wititi se debe al sonido onomatopéyico que emite la perdiz y los hábitos y comportamientos de dicha ave.

## Vestimenta
La vestimenta es diferente dependiendo de cada personaje, los cuales son:

### Mallkus
Los mallkus son los primeros en ingresar en la danza, son hombres vestidos con camisa, pantalón y un poncho vestimenta típica de las autoridades comunarias indígenas de la Provincia Aroma.

### Señoritas
Las señoritas visten una tanga, una blusa, alrededor de 20 polleras de distintos colores y en una mano llevan una especie de cetro o vara adornada con plumas y lanas de colores. Las señoritas casi siempre son hombres que se visten de mujeres porque se cree que las mujeres no podrían resistir el peso de las polleras.

### Wititis
Los wititis visten una camisa, una faja en la cintura, un pantalón y una máscara. La totalidad de la vestimenta de los wititis está diseñada con varias líneas verticales, delante en la frente de la máscara se puede ver una especie de tres cuernos o protuberancias parecida a los  ociconos de las jirafas. En las manos portan un látigo y llevan cascabeles atados en cada rodilla.